# Mauro Lalli
Mauro Lalli (ur. 17 września 1965 w Atessa) – włoski duchowny katolicki, arcybiskup, nuncjusz apostolski. 

## Życiorys
14 lipca 1990 otrzymał święcenia kapłańskie i został inkardynowany do archidiecezji Chieti-Vasto. W 1995 rozpoczął przygotowanie do służby dyplomatycznej na Papieskiej Akademii Kościelnej. W 1999 rozpoczął pracę w nuncjaturze apostolskiej w Gwatemali. Następnie był sekretarzem nuncjatur w DR Konga (2002–2004), Mozambiku (2004–2007), Rumunii (2007–2008) i radcą nuncjatur w Chorwacji (2009–2013), Indiach (2013–2017) i Jordanii (2017–2024).

### Episkopat
1 marca 2024 papież Franciszek mianował go nuncjuszem apostolskim w Papui-Nowej Gwinei oraz arcybiskupem tytularnym Pausulae. Sakry udzielił mu 11 maja 2024 Sekretarz Stanu kardynał Pietro Parolin. 14 maja 2024 został dodatkowo mianowany nuncjuszem apostolskim na Wyspach Salomona. 15 stycznia 2025 nuncjuszem apostolskim w obu państwach został mianowany arcybiskup Maurizio Bravi, co skutkowało zakończeniem misji arcybiskupa Lalliego.  